# Erik Paartalu
Erik Endel Paartalu (* 3. Mai 1986 in Sydney, New South Wales) ist ein australischer Fußballspieler estnischer Herkunft. 

## Vereinskarriere
Erik Paartalu begann das Fußballspielen in seiner Heimatstadt Sydney in der Jugend des FC Northern Spirit. Bei Spirit spielte der großgewachsene Paartalu bis zum Jahr 2000, ehe er zum New South Wales Institute of Sport kam. Nachdem er dieses verlassen hatte, ging er zurück zum FC Spirit wo dieser sein Profidebüt in der National Soccer League gegen die Melbourne Knights gab. Im Jahr 2004 spielte Paartalu für einige Monate in der New South Wales Super League für die Northern Tigers. Am Ende des Jahres wechselte der Mittelfeldspieler zum Ligakonkurrenten den Parramatta Eagles. Im Jahr 2008 heuerte er in Schottland beim FC Gretna an, bevor er in der Rückrunde der Saison 2007/08 an Stirling Albion verliehen wurde. Sein Debüt gab Paartalu für die „Binos“ Auswärts gegen Hamilton Academical im New Douglas Park am 5. Januar 2008. Als das Ausleihgeschäft beendet war, wechselte der Akteur aufgrund des Zwangsabstieges des FC Gretna zu Greenock Morton. Nach vier Jahren in Europa ging Paartalu zurück nach Australien und unterschrieb bei Brisbane Roar einen Vertrag über drei Jahre.
Mit Brisbane erreichte er in der Saison 2010/11 das Grand Final, welches das Endspiel um die Meisterschaft ist. Nachdem es nach Regulärer Spielzeit 0:0 gestanden hatte, erzielte Paartalu in der 120. Spielminute nach 0:2-Rückstand, das 2:2 nach einer Ecke von Thomas Broich. Im nachfolgenden Elfmeterschießen traf er ebenfalls zum 2:2, kurz darauf erzielten Matt McKay und Henrique die entscheidenden Tore zum 4:2-Sieg im Elferkrimi.
Über die Stationen Tianjin Teda und Muangthong United in Asien kam Paartalu im September 2014 zu Melbourne City.

## Erfolge
- Australischer Meister: 2010/11, 2011/12
- AFC Champions League: 2016 mit Jeonbuk Hyundai Motors